# Distretto di Quangang
Il distretto di Quangang (泉港区S, QuángǎngP) è un distretto della Cina, situato nella provincia del Fujian.